# Челль, Йюри
Йю́ри Йёран Че́лль (швед. Jyri Göran Kjäll; род. 13 января 1969, Сейняйоки) — финский боксёр, представитель полусредней и первой полусредней весовых категорий. Выступал за сборную Финляндии по боксу в начале 1990-х годов, бронзовый призёр летних Олимпийских игр в Барселоне, серебряный призёр чемпионата мира, пятикратный чемпион финского национального первенства. В период 1994—2002 годов боксировал на профессиональном уровне, владел титулом интерконтинентального чемпиона IBF.

## Биография
Родился 13 января 1969 года в городе Сейняйоки провинции Южная Остроботния, Финляндия. Проходил подготовку в Пори в местном спортивном клубе Porin NMKY.

### Любительская карьера
Впервые заявил о себе в 1990 году, когда стал чемпионом Финляндии в зачёте первой полусредней весовой категории. Попав в основной состав финской национальной сборной, одержал победу на чемпионате Скандинавии в Хельсингборге, выиграл домашний международный турнир «Таммер» в Тампере.
В 1991 году вновь стал чемпионом финского национальной первенства. Побывал на чемпионате Европы в Гётеборге, где уже в 1/16 финала был остановлен датчанином Сёреном Сённергором, и на чемпионате мира в Сиднее, где в четвертьфинале был побеждён титулованным кубинцем Канделарио Дуверхелем.
На европейской олимпийской квалификации 1992 года в Италии дошёл до полуфинала, проиграв местному итальянскому боксёру Микеле Пиччирилло. Стал серебряным призёром Кубка Акрополиса в Афинах, уступив в финале румыну Леонарду Дорофтею, выиграл чемпионат Скандинавии в Осло, снова стал чемпионом Финляндии по боксу в первом полусреднем весе. Благодаря череде удачных выступлений удостоился права защищать честь страны на летних Олимпийских играх в Барселоне — в категории до 63,5 кг благополучно прошёл первых троих соперников по турнирной сетке, но на стадии полуфиналов со счётом 3:13 потерпел поражение от кубинца Эктора Винента и таким образом получил бронзовую олимпийскую награду.
После барселонской Олимпиады Кйялль остался в главной боксёрской команде Финляндии и продолжил принимать участие в крупнейших международных турнирах. Так, в 1993 году он в четвёртый раз подряд стал чемпионом финского национального первенства в первом полусреднем весе, одержал победу на Кубке Копенгагена в Дании, был лучшим на международном турнире в Стокгольме, стал серебряным призёром домашнего мирового первенства в Тампере, где на стадии полуфиналов взял верх над выдающимся российским боксёром Олегом Саитовым, но в решающем финальном поединке снова проиграл кубинцу Виненту.
В 1994 году поднялся в полусредний вес — занял первое место на чемпионате страны, став таким образом пятикратным чемпионом Финляндии по боксу.

### Профессиональная карьера
Покинув расположение финской национальной сборной, в декабре 1994 года Йюри Челль успешно дебютировал на профессиональном уровне. Боксировал преимущественно на территории США, одержал шесть побед, после чего потерпел поражение техническим нокаутом в первом же раунде от колумбийца Хуана Карлоса Кандело.
Впоследствии выиграл ещё несколько поединков, в апреле 2001 года завоевал титул интерконтинентального чемпиона в полусреднем весе по версии Международной боксёрской федерации (IBF). Позже стал чемпионом Финляндии среди профессионалов, успешно защитил свой чемпионский пояс, а в 2002 году завершил карьеру профессионального боксёра.

### Дальнейшая жизнь
Завершив спортивную карьеру, работал менеджером в нескольких спортивных организациях в Хельсинки.
В 2008 году был введён в Финский зал славы бокса.